# Frank Dornseif
Frank Dornseif (* 27. Juli 1948 in Radevormwald) ist ein deutscher Bildhauer, der hauptsächlich mit Armierungseisen arbeitet.

## Leben
Dornseif studierte von 1970 bis 1977 Bildhauerei an der Hochschule der Künste in Berlin. An der FU Berlin studierte er parallel dazu Philosophie und Religionswissenschaft. Er unternahm 1974 eine mehrmonatige Reise durch die Toskana. 1976 wurde er Meisterschüler bei Joachim Schmettau. Nach Beendigung seines Studiums erhielt er für 1977/78 ein Jahresstipendium des DAAD für Florenz. Zusammen mit Ter Hell, Elke Lixfeld, Rainer Mang, Reinhard Pods und Gerd Rohling gründete er die Künstlergruppe und die gleichnamige Selbsthilfegalerie 1/61 Berlin. 1981 wurde er mit dem Villa-Romana-Preis ausgezeichnet. 1982 bis 1984 profitierte er von einem Karl-Schmidt-Rottluff-Stipendium. Innerhalb dieser Zeitspanne bezog er außerdem ein Arbeitsstipendium des Kunstfonds e.V., Bonn, sowie ein Arbeitsstipendium des Kulturkreises im BDI, Köln. Fortgesetzt wurden die Stipendien 1985 durch ein für Rom geltendes Villa-Massimo-Stipendium. Und 1989/90 hielt er sich in London auf, dank eines Jahresstipendiums vom Senator für kulturelle Angelegenheiten, Berlin, mit der Whitechapel Art Gallery, London. 1995 errang Dornseif den 1. Platz beim von der Wohnungsbaugesellschaft Hellersdorf (WoGeHe) ausgelobten Skulpturenwettbewerb, der zur Aufwertung des Berlin-Hellersdorfer Neubaugebiets beitragen sollte. Das starke Verkehrsaufkommen ließ das Kunstwerk nicht recht zur Geltung kommen, sodass Dornseif seinem Zeichner anderthalb Jahre später die Rohrskulptur Der Betrachter gegenüberstellen durfte.
Nach einigen Jahren in Berlin lebt und arbeitet Dornseif seit geraumer Zeit im Ortsteil Vichel der Gemeinde Temnitztal bei Berlin.

## Werk

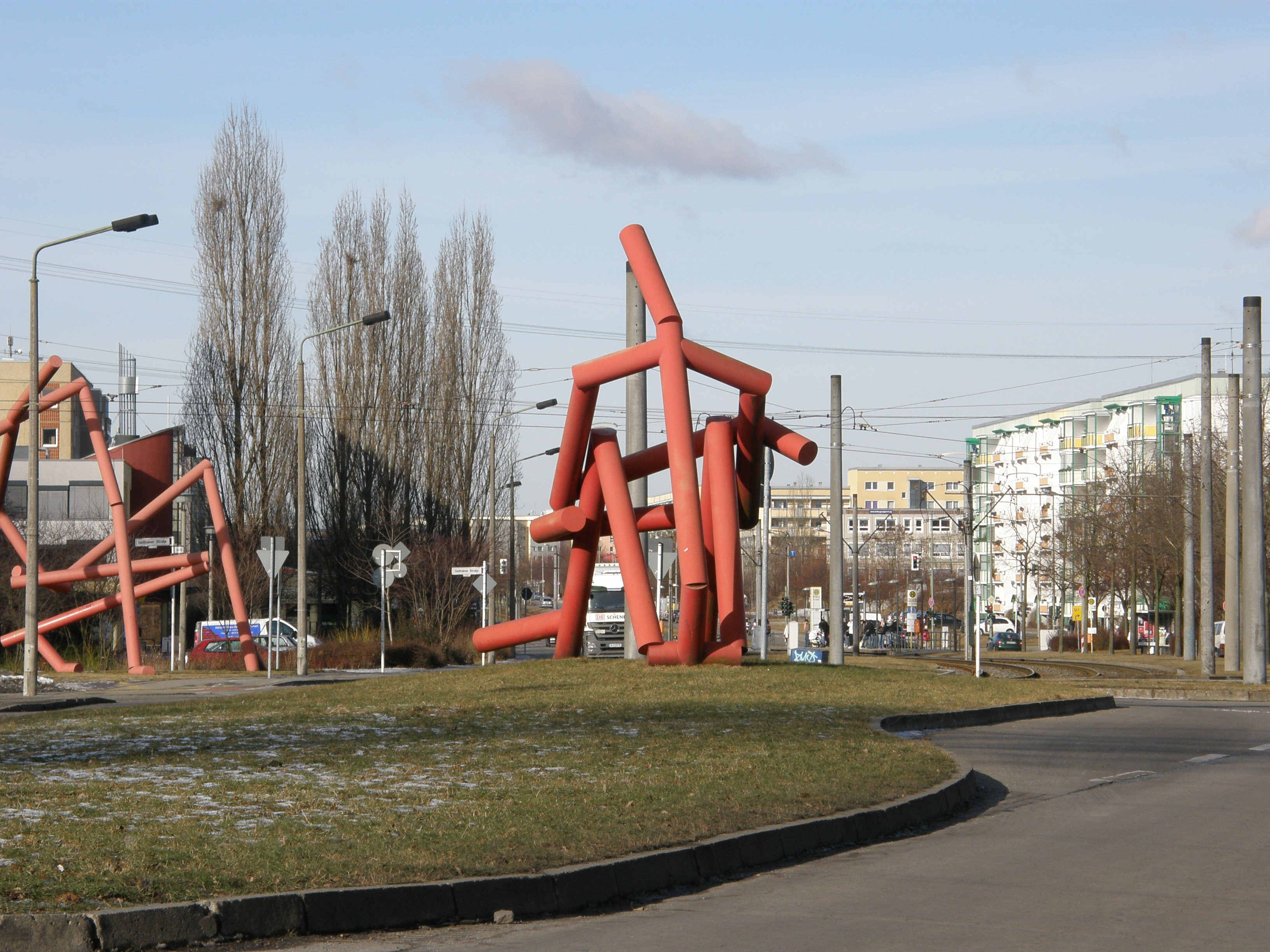
Skulpturen „Der Zeichner“ (links) und „Der Betrachter“ (rechts) von Frank Dornseif in Berlin-Hellersdorf

### Material und Methode
Ehe Dornseif sich der Verarbeitung von Armierungseisen (kurz: Armiereisen) und gelegentlich Baudraht zuwandte, beschäftigte er sich mit Gipsarbeiten. Hauptsächlich konstruiert er Großplastiken aus Betonstahl (gleichbedeutend mit Armiereisen), bisweilen unter Einbeziehung von Plexiglas, Plastikfolien, Zinkdraht, Papier und Schnüren, aber auch das Anfertigen von großformatigen Zeichnungen ist ein Schwerpunkt seiner Arbeit. Die Armiereisen wurden anfangs noch in einen Schraubstock eingespannt und mit der Hand gebogen, ab etwa 1983 kam dafür eine Biegemaschine zum Einsatz. Aus den Schweiß-Biegearbeiten mit den Eisenstangen erwachsen lediglich Konturen, metallische Umrisse. Die Skelettartigkeit mit ihrer innewohnenden Aufhebung der „Vorne/hinten-Bestimmung“ bedingt je nach Standort des Betrachters wirkungsvolle Verzerrungen. Dornseif: „Das [Erzielen einer räumlichen Wirkung] ist manchmal sehr kompliziert, und der Prozeß, diese Plastizität mir vorzustellen, ist eigentlich der viel aufwendigere Teil meiner Arbeit als das Biegen und Schweißen, das geht relativ schnell. Aber den Schwerpunkt im Arbeitsablauf bilden Zeichnungen, die irgendwann zu dieser räumlichen Vorstellung führen, und das ist eigentlich der längere Prozeß in der Arbeit – man könnte fast sagen, das steht im Verhältnis 10:1.“

### Stil
Dornseifs Skulpturen sind aufs Äußerste reduziert und abstrahiert. Sie erscheinen originell und bizarr zugleich, weil sie sich durch Perspektivwechsel verändern. Sie werden gemeinhin als „Zeichnungen im Raum“ wahrgenommen und beschrieben. Der Künstler bricht mittels Reduktion der Materie mit der traditionellen Auffassung von Plastik. Seine Arbeiten sind ein – so schrieb der Kunsthistoriker Martin Stather – „dreidimensional zeichnerisches System. Den Ausgangspunkt bilden dabei Umrisse, die sich, vom Blickwinkel des Betrachters abhängig, in Formvielfalt auffächern, Dreidimensionalität andeuten ohne sie illusionistisch greifbar zu machen. Der konkrete Ort, den Plastik im Raum traditionell besetzt, löst sich im Falle der Arbeiten Frank Dornseifs gleichsam im Zugehen darauf auf, wird unbestimmt.“
Der Schatten spielt für ihn eine wichtige Rolle; er wird mit Filzstift auf den Boden gezeichnet oder mit Plastikfolie ausgelegt oder als Schattenriss an die Wand gemalt. Zu der so erzeugten Illusion eines Volumens schrieb der Künstler, Kunsthistoriker und Kunstverein-Direktor Karl-Egon Vester: „Dornseifs Arbeiten erzielen ihre Spannung aus dem Wechselspiel von tiefenräumlichen und bildflächigen Wirkungen. Die Drahtgeflechte werfen ihren eigenen Raumschatten, der dem Betrachter die Figuren als vollplastisch erscheinen läßt, um im nächsten Augenblick bei leicht verändertem Blickpunkt in der perspektivischen Überschneidung der Linien zur Flächigkeit zusammenzufallen. Dornseifs Arbeiten handeln davon, wie mit minimalstem Einsatz von materiellem Substrat die größtmögliche raumplastische Wirkung zu erzielen ist.“ Selbst bei seiner Großskulptur im Hellersdorfer Straßenraum wird der Schatten durch eine Stahlplatte in Schattenwurfform angezeigt. Der Zeichner (Höhe 8 m, Länge 16 m, Tiefe 8 m) ist auf einer Rasenfläche aufgestellt und auf jener im Boden eingelassenen Schattenstahlplatte verankert. Auch diese hoch aufragende Skulptur weist die anderen typischen Dornseif-Effekte auf: „In struktureller Abstraktion stellt sie eine am Boden kauernde, monumentale Figur dar, die zeichnet. Die Glieder sind auf einzelne Metallrohre reduziert. Dadurch changiert die optische Wirkung der Skulptur: Je nach Standpunkt lässt sie sich als Figur oder als abstrakte Komposition erkennen.“

## Ausstellungen

### Einzelausstellungen
- 1979: Forum für aktuelle Kunst, Berlin
- 1980: Galerie 1/61, Berlin
- 1981: Realismusstudio, Neue Gesellschaft für Bildende Kunst, Berlin
- 1981: Galleria Schema, Florenz
- 1981: Galleria Unimedia, Genua
- 1982, 1985, 1987, 1995, 1999: Galerie Jöllenbeck, Köln
- 1983, 1986: Galerie Fahnemann, Berlin
- 1984: Ein Raum für Pontormo, Villa Romana, Florenz
- 1984, 1987: XPO Galerie Ida Kaufmann, Hamburg
- 1985: Galeriebau Villa Stuck, München
- 1987: Neuer Berliner Kunstverein, Studioausstellung zum Skulpturenboulevard, Berlin
- 1988: Galerie im Körnerpark, Berlin
- 1988, 1990: Galerie Zellermayer, Berlin
- 1989, 1991: Galerie Hermeyer, München
- 1990: Galleria Ponte Pietra, Verona
- 1990: Kunstverein Bochum, Bochum
- 1991: Mannheimer Kunstverein, Mannheim (Wanderausstellung)
- 1991, 2000, 2009, 2013: Galerie Carol Johnssen, München
- 1992: Leerer Beutel, Regensburg
- 1995: Galerie Marie Louise Wirth, Zürich
- 1995: Von der Heydt-Museum, Wuppertal
- 1996, 1999: Galerie Hirschmann, Frankfurt am Main
- 1996: Province Galerie, Słubice
- 1998: Galerie Pro Arte, Freiburg
- 2004: Dornseif trifft Muthesius, Landhaus de Burlet, Berlin
- 2007, 2009: Galerie Heike Curtze, Berlin
- 2013: Galerie am Bollwerk, Neuruppin

### Ausstellungsbeteiligungen (Auswahl)
- 1975: 23. Jahresausstellung, Deutscher Künstlerbund, Dortmund
- 1977: Schwarz-Weiß (Frank Dornseif, Reinhard Pods), Berlin
- 1979: Eröffnungsausstellung 1/61, Galerie 1/61, Berlin
- 1979: Große Münchner Kunstausstellung (Neue Gruppe), Haus der Kunst, München
- 1981: Situation Berlin, Galerie d’Art Contemporain des Musée de Nice, Nizza
- 1981: Berlin, eine Stadt für Künstler, Kunsthalle Wilhelmshaven
- 1982: Gefühl und Härte. Neue Kunst aus Berlin (Peter Chevalier, Rainer Fetting, Frank Dornseif, Helmut Middendorf u. a.), Kulturhuset Stockholm (April – Juni), Kunstverein München (Oktober/November)
- 1982: 11 Berliner Bildhauer, Berlinische Galerie, Berlin (Wanderausstellung)
- 1983: Montevideo Diagonale (Frank Dornseif, Frans Gentils, Vic Gentils u. a.), Kattendijkdok Westkaai, Antwerpen
- 1983: Internationaler Kunstmarkt, Köln
- 1983: Skulptur heute I, Galerie Jöllenbeck, Köln
- 1984: Materialien – Elemente – Ideen, Berlinische Galerie, Berlin
- 1984: Zwischen Plastik und Malerei. Farbige Skulpturen (Johannes Brus, Frank Dornseif u. a.), Kunstverein Hannover (Februar/März), Haus am Waldsee, Berlin (März/April/Mai)
- 1984/85: Stipendiaten der Karl-Schmidt-Rottluff-Stiftung (Isa Genzken, Volker Tannert, Hella Santarossa, Stephan Balkenhol, Frank Dornseif, Wolfgang Bier, Christiane Möbus u. a.), Brücke-Museum, Berlin (1984), Mathildenhöhe, Darmstadt (1985)
- 1984: Standpunkte – Blickpunkte. 19 junge Bildhauer in Deutschland, Skulpturenpark Seestern, Düsseldorf
- 1984: Kunstlandschaft Bundesrepublik. Junge Kunst in deutschen Kunstvereinen: Berlin (Olaf Metzel, Frank Dornseif, Lambert Maria Wintersberger u. a.), Württembergischer Kunstverein, Stuttgart (Wanderausstellung)
- 1985: Das Selbstporträt im Zeitalter der Fotografie, Akademie der Künste, Berlin
- 1985: Von Courbet bis Beuys. Neuerwerbungen 1975–85, Nationalgalerie, Berlin
- 1986: Frank Dornseif/Thomas Rieck, Villa Massimo, Rom
- 1986: Neue Deutsche Skulptur (Stephan Balkenhol, Johannes Brus, Frank Dornseif, Endart, Antonius Höckelmann, Klaus Jung, Hubert Kiecol, Thomas Lange, Klaus Simon, Thomas Virnich), Internationaal Cultureel Centrum (ICC), Antwerpen (Wanderausstellung)
- 1986, 1988: Frank Dornseif/Thomas Lange, Deweer Art Gallery, Zwevegem-Ottegem
- 1986: Gubbio 86, 19. Biennale D’Arte, Gubbio
- 1987: Figural, Kunstverein in Hamburg, Hamburg
- 1987: Die Mauer im Auge. Berliner Kunst der 80er Jahre, Keizersgracht 13A, Eindhoven
- 1987–1988: Skulpurenboulevard, Neuer Berliner Kunstverein, Berlin (Tauentzienstraße/Kurfürstendamm)
- 1988: Frank Dornseif/Thomas Lange, Galerie Hermeyer, Köln (im Rahmen der Art Cologne)
- 1988: Schatten der Liebe (Frank Dornseif, Thomas Lange), Kunstverein Hannover (Mai/Juni), Provinciaal Museum voor Moderne Kunst, Ostende (September/Oktober)
- 1991: Interferenzen. Kunst aus Berlin-West zwischen 1960–1990, Museum für Ausländische Kunst u. a. Ausstellungsorte, Riga (Mai/Juni), Zentraler Ausstellungssaal Manege u. a. Ausstellungsorte, St. Petersburg (Dezember 1991/Januar 1992)

## Wettbewerbsteilnahmen
- 1983: Skulpturenpark Seestern (mit Großer Schatten)
- 1986/87: Skulpurenboulevard Kurfürstendamm, Berlin (mit Großer Schatten mit Sockel)
- 1988: Olympiade des Arts, Seoul (17. August – 5. Oktober)
- 1995: Großplastik Berlin-Hellersdorf, Wettbewerb I (1. Platz mit Der Zeichner)
- 1996: Erweiterung zum Skulpturenensemble, Wettbewerb II (Der Betrachter)
- 1997/98: Steinhof an der Panke, Berlin (Chausseestraße) (zahlreiche Kunstinstallationen)
- 1997/98: Fassaden- und Innenhofgestaltung Staatstheater Mainz (2. Platz)
- 1999: Deutsche Botschaft Peking (1. Platz; Außenplastik)
- 2006: Künstlerische Gestaltung des Außenraums des Townhouses Prenzlauer Gärten, Berlin (Brunnenplastik und Wandgestaltung)
- 2006: Frauenkirche, Dresden, Porträtplastik des Landesbischofs Hugo Hahn (Ausführung des Entwurfs in Eisen)

## Auszeichnungen
- 1981: Villa-Romana-Preis, Florenz
- 1985/86: Villa-Massimo-Preis, Rom

## Arbeiten im öffentlichen Raum
Berlin
- Senat von Berlin
- Berlinische Galerie, Berlin
- Nationalgalerie Berlin
- Kupferstichkabinett Berlin
- Schwules Museum*, Berlin
- Großplastiken Hellersdorf, Berlin

deutsche Städte
- Stadt Reutlingen
- Stadtmuseum Landeshauptstadt Düsseldorf
- Park Seestern Düsseldorf
- Von der Heydt-Museum Wuppertal
- Kunsthalle Mannheim
- Sammlung Hoechst, Ludwigshafen
- Stadt Wendlingen am Neckar
- Landeszentralbank Bayern, Augsburg

Bundesrepublik Deutschland
- Kunstsammlung des deutschen Bundestags
- Sammlung Bundesrepublik Deutschland
- Deutsche Botschaft Peking
- Büro des Bundestagspräsidenten Dr. Lammert

ausländische Städte
- Coll-Museum Beelden aan Zee, Scheveningen (Niederlande)
- Deweer Art Foundation, Zwevegem (Belgien)
- Olympia-Park Seoul (Südkorea)